# Хеннаган, Моника
Мо́ника Хе́ннаган (англ. Monique Hennagan; род. 26 мая 1976, Колумбия, штат Южная Каролина, США) — американская легкоатлетка, специализировавшаяся на спринтерском беге.
Олимпийская чемпионка в эстафете 4×400 метров на Олимпиаде-2000. На Олимпийских играх 2004 в эстафете 4×400 м также завоевала золотую медаль, но в связи с тем, что Кристал Кокс, которая участвовала в предварительном забеге в составе эстафетной команды, в 2010 году призналась в употреблении допинга в 2001—2004 гг. и в 2012 году была лишена золотой медали решением МОК, встал вопрос о лишении остальных членов сборной США, в том числе Моники Хеннаган, золотых медалей в этой эстафете. Если бы это произошло, золотая медаль досталась бы занявшей второе место сборной России. По правилам тех лет решение о лишении медалей сборной США должна была принимать ИААФ, но по состоянию на 18 августа 2016 года такого решения ИААФ не приняла.
На летних Олимпийских играх 2004 в Афинах была 4-й в личном первенстве на 400 метров. Чемпионка мира в эстафете 4×400 метров (2007), принимала участие в предварительных забегах. Двукратный бронзовый призёр чемпионатов мира в помещении в эстафете 4×400 метров (1999, 2003). Серебряный призёр чемпионата мира среди юниоров 1994 на дистанции 400 метров.

## Результаты соревнований
Источник: профиль ИААФ.
| Год  | Соревнования                      | Вид              | Место     | Город     |
| ---- | --------------------------------- | ---------------- | --------- | --------- |
| 1992 | Чемпионат мира среди юниоров 1992 | 400 м            | 5sf1      | Сеул      |
| 1994 | Чемпионат мира среди юниоров 1994 | 400 м            | 2         | Лиссабон  |
| 1994 | Чемпионат мира среди юниоров 1994 | эстафета 4×400 м | 1         | Лиссабон  |
| 1999 | Чемпионат мира в помещении 1999   | эстафета 4x400 м | 3         | Маэбаси   |
| 2000 | Олимпийские игры 2000             | 400 м            | 6 h1 r2/4 | Сидней    |
| 2000 | Олимпийские игры 2000             | эстафета 4x400 м | 1         | Сидней    |
| 2001 | Чемпионат мира в помещении 2001   | 400 м            | 5         | Лиссабон  |
| 2001 | Чемпионат мира в помещении 2001   | эстафета 4x400 м | DSQ       | Лиссабон  |
| 2001 | Чемпионат мира 2001               | 400 м            | 5sf2      | Эдмонтон  |
| 2001 | Чемпионат мира 2001               | эстафета 4x400 м | 4         | Эдмонтон  |
| 2002 | Финал Гран-При 2002               | 400 м            | 4         | Париж     |
| 2003 | Чемпионат мира в помещении 2003   | 400 м            | 5         | Бирмингем |
| 2003 | Чемпионат мира в помещении 2003   | эстафета 4x400 м | 3         | Бирмингем |
| 2004 | Олимпийские игры 2004             | 400 м            | 4         | Афины     |
| 2004 | Олимпийские игры 2004             | эстафета 4x400 м | 1         | Афины     |
| 2004 | Мировой финал 2004                | 400 м            | 2         | Монако    |
| 2005 | Мировой финал 2005                | 400 м            | 6         | Монако    |
| 2007 | Чемпионат мира 2007               | эстафета 4x400 м | 1         | Осака     |